# 11771 Маештлін
11771 Маештлін (11771 Maestlin) — астероїд головного поясу, відкритий 29 вересня 1973 року.
Тіссеранів параметр щодо Юпітера — 3,233.